# Populație de stele
În astronomie, populația de stele sau populația stelară (în engleză stellar population) reprezintă o submulțime de stele dintr-o galaxie care au o metalicitate similară (o vârstă similară).
Stelele diferă în ceea ce privește compoziția chimică, distribuția spațială, poziția pe diagrama Hertzsprung-Russell, propriile viteze și alte criterii. Clasificarea pe două populații a fost propusă de Baade în 1944 și a fost completată de un alt grup la sfârșitul anilor 1970. Împărțirea în aceste populații este destul de arbitrară. Fiecare populație este formată din mai multe subtipuri, care au propriile caracteristici. De asemenea, nu există un consens cu privire la existența populației stelare III; unii cercetători cred că primele stele din Univers aparțin unei subcategorii speciale a populației II.

## Clasificare originală
Clasificarea se face după compoziție (după abundența elementelor chimice grele). Ideea a fost introdusă în 1940 de Walter Baade. Este utilă pentru descrierea galaxiilor spirale precum Calea Lactee, chiar dacă imaginea de astăzi a acestor obiecte este mult mai complexă. Deși momentul formării sale este o caracteristică a unei populații, numărul roman (I, II sau III) care o denotă nu corespunde ordinii în care a fost formată, este exact invers.
În Calea Lactee cele mai multe stele aparțin populației I. Acestea sunt stele strălucitoare, relativ tinere, stabile, care se mișcă pe orbite circulare aproximative în jurul centrului galactic, mai ales în brațele spirale. Stelele populației I conțin o proporție relativ mare de elemente grele care s-au format în generațiile anterioare de stele și produc linii metalice în spectru.
Stelele populației II pot fi identificate prin metalicitatea lor mai mică (vezi de exemplu BPS CS22892-052). Cele mai multe dintre ele sunt mai vechi de șase miliarde de ani și se găsesc, adesea în grupuri globulare, în haloul galactic extins, a cărui densitate crește spre centrul galactic.
La scurt timp după Big Bang au apărut primele stele care, datorită masei lor foarte mari (cca. 100-1000 mase solare) și pentru a se menține în echilibru, aveau nevoie ca la interior să fie foarte fierbinți, astfel s-au epuizat rapid în supernove instabile, formând și aruncând în spațiu acele metale care se găsesc deja în cele mai vechi stele ale populației II. Dacă, în acel moment, s-au format și stele izolate cu masă mică, acetea au format populația III încă ipotetică de stele pitice reci. Este posibil ca astfel de stele să fi existat în universul foarte timpuriu și ar fi putut începe producerea de elemente chimice mai grele decât hidrogenul, care sunt necesare pentru formarea ulterioară a planetelor și a vieții așa cum o cunoaștem.